# Качура, Вячеслав Михайлович
Вячеслав Михайлович Качура (бел. Вячаслаў Міхайлавіч Качура; род. 28 октября 1954, Дрезден, ГДР) — майор ГРУ СССР, бывший начальник штаба 334-го отдельного отряда специального назначения, участник Афганской войны и гражданской войны в Ливии. Последний гражданин Республики Беларусь, освобождённый из ливийского плена.

## Ранняя жизнь
Родился 28 октября 1954 года в семье офицера в восточногерманском Дрездене. Школьное образование окончил в СССР в 1971 году. Поступил в Киевское высшее общевойсковое командное училище на факультет военной разведки.
Выбор профессии военного был определён участием обоих родителей в Великой Отечественной и влиянием фильма «Офицеры».
В 1976—1977 служил командиром пулемётного взвода в войсковой части 69615 (5-й укрепрайон Дальновосточного военного округа), позже направлен в в/ч 74854 (14-я отдельная гвардейская бригада специального назначения). С 1986 года Качура участвовал в Афганской войне. В 1987 году назначен начальником штаба 334-го отдельного отряда специального назначения ГРУ ГШ ВС СССР. В мае 1988 года 334-й отряд был выведен из Афганистана и переведён из состава 15-й бригады в 5-ю, где Качура возглавил 6-й батальон. После распада СССР он некоторое время прослужил в Вооружённых силах Республики Беларусь, но вышел в отставку в 1993-м. Уход из армии был обоснован тем, что опыт и точка зрения Качуры и других ветеранов Афганистана на военную подготовку не учитывались вышестоящим руководством. По итогу офицер отказался принимать белорусскую присягу.
На «гражданке» одно время работал водителем в частной фирме, позже ремонтировал автомобили.
Жил в Марьиной Горке, Пуховичский район Минской области.

## Ливийский плен
В 2005 году, как первоначально заявлял сам Качура в интервью TUT.BY за 2018 год, по приглашению друга уехал в Ливийскую Джамахирию, где оставался даже во время гражданской войны. По другой информации, в страну отставной офицер попал в июне 2011 года в составе группы международных специалистов из России, Украины и Беларуси, нанятых совместной российско-ливийской компанией. С его слов, он работал по контрактам, которые были заключены с ведома правительства страны, занимаясь ремонтом легковых машин. В течение месяца перед пленением белорус успел отремонтировать два автомобиля «Мицубиси». Как отмечено на сайте Главного управления юстиции Минского горисполкома, в рамках встречи работников с Качурой, бывший военный «в составе группы международных специалистов более десяти лет работал в Народной Ливийской Арабской Джамахирии».
В конце августа, во время штурма силами НАТО и повстанцами ПНС столицы страны Триполи, специалисты были схвачены вооружённой оппозицией. Иностранцев обвинили в пособничестве режиму Каддафи. Согласно версии повстанцев, задержанные осуществляли ремонт средств ПВО Ливии, «создавая угрозу для лётчиков коалиции, которые защищали народ Ливии». Пленников держали в аэропорту Митига под Триполи.
Самого Качуру боевики объявили снайпером войск Каддафи (спустя несколько лет, в 2018-м, агентство «РИА Новости» назвало захваченного иностранца белорусским военным специалистом). Вместе с ним в плен попали белорусы Валерий Гардиенко, Игорь Едимичев и Федор Труфанов. В июне 2012 всех их приговорили к 10 годам тюрьмы за сотрудничество с лоялистами. В 2014 году удалось добиться досрочного освобождения Гардиенко, Едимичева и Труфанова. Однако под арестом всё ещё оставался Качура. До декабря к пленнику приезжали посол и консул Белоруссии в Ливии, но потом закрылась дипмиссия в Триполи, и визиты дипломатов прекратились.
В 2022 году в интервью газете «Наш город Тамбов» Качура всё же признался в своей военной деятельности в Ливии:
Подписал контракт с частной компанией. Занимался подготовкой отрядов специального назначения Каддафи. После того, как закончился контракт, остался в Ливии. Работал в нефтяной компании. А когда начались боевые действия, вернулся на Родину. Спустя какое-то время мне предложили туда вернуться. Занимался всё тем же военным делом, правда, на этот раз недолго. Спустя месяц меня задержали так называемые революционеры.

## Освобождение
В июне 2014 года по инициативе руководства МИД России, Государственной Думы и  главы Чеченской Республики Рамзана Кадырова была создана контактная группа по Ливии под руководством Льва Деньгова. Команда занималась вопросами удерживаемых в стране россиян. Были успешно завершены операции по освобождению членов экипажей танкеров «Механик Чеботарев», «Теметерон» и судна «Мерле». Кроме того, группа параллельно проводила анализ обстановки в стране. В сентябре 2017 года, после визита в Минск Рамзана Кадырова, специалисты Деньгова начали активное сотрудничество с белорусской стороной. Вскоре он и ещё несколько человек вылетели в Триполи, где провели 2,5 месяца, работая над освобождением Качуры. Как позднее вспоминал глава контактной группы, переговоры могли начаться в 12 дня, а закончится в 5 утра. К проблеме белорусского пленника также подключился наследный принц Абу-Даби шейх Мухаммед бен Заид аль-Нахайян.
В декабре, благодаря усилиям команды Деньгова, в Белоруссию из Ливии вернулись медики Инна Бабуш и Сергей Здота, которые были пленены в том же году.
29 января 2018 года был отпущен и Качура. Сперва из Триполи он полетел в Абу-Даби, оттуда — в Москву, и утром 2 февраля прибыл в Минск.
Уехал в Сургут (Россия). Работал заместителем гендиректора по транспорту одной нефтяной компании. Затем перебрался в Подмосковье. Работал заместителем директора одного из санаториев для воинов-интернационалистов. Стал членом тамбовского отделения организации «Боевое братство». После смены руководства перешёл в государственную структуру.

## Награды
- Орден Красной Звезды[5]

## Семья
Есть сын Михаил и дочь Елена.